# Močiar
Močiar est un village de Slovaquie situé dans la région de Banská Bystrica.

## Histoire
Première mention écrite du village en 1305.

## Démographie

### Évolution de la population
| Année:               | 1994. | 2004. | 2014.    | 2024.   |
| -------------------- | ----- | ----- | -------- | ------- |
| Nombre de personnes: | 196   | 147   | 167      | 165     |
| Différence:          |       | -25 % | +13,60 % | -1,19 % |

| Année:               | 2023. | 2024.   |
| -------------------- | ----- | ------- |
| Nombre de personnes: | 161   | 165     |
| Différence:          |       | +2,48 % |